# Tramvajová trať Palackého náměstí – Sídliště Modřany
Tramvajová trať Palackého náměstí – Sídliště Modřany je dlouhá asi 11 kilometrů a vede v Praze z Nového Města podél pravého břehu Vltavy proti jejímu proudu okrajem bývalého Podskalí a čtvrtí Vyšehrad, Podolí, Braník, Hodkovičky a Modřany. V Modřanech odbočuje souběžně s Modřanskou roklí k východu do svahu podél sídliště, při jehož okraji je ukončena. Trať byla postupně vybudována v letech 1910 až 1995. V 50. letech a v roce 1986 byly rozsáhlé úseky původní trati přeloženy blíže k řece, závěrečný úsek od nádraží Braník do smyčky u sídliště Modřany byl dobudován jako takzvaná tramvajová rychlodráha v roce 1995. Navazuje na ni trať na Libuš (v budoucnu až na Nové Dvory), jejíž první úsek byl zprovozněn 27. května 2023.

## Historie

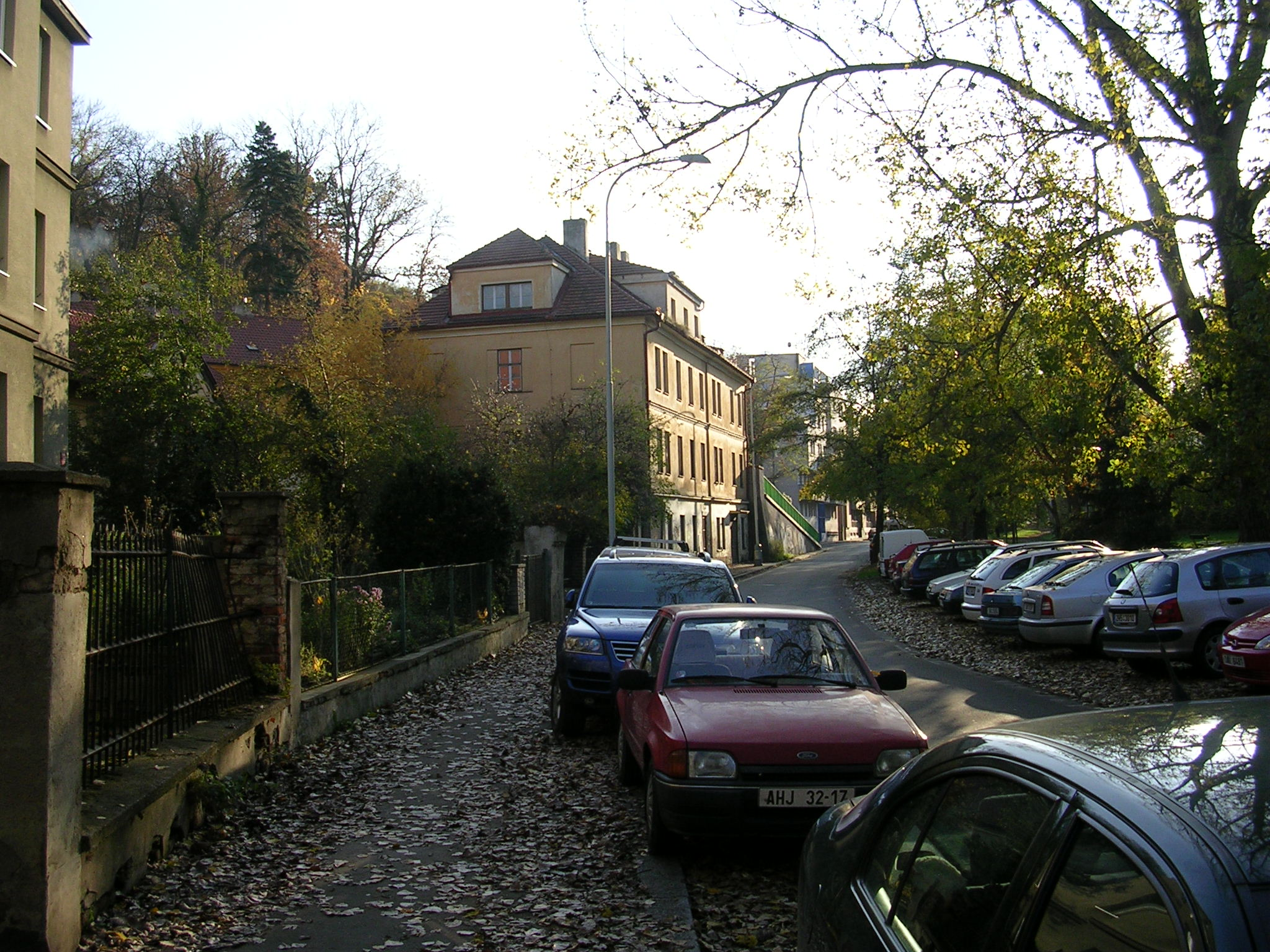
Touto částí Podolské ulice jezdily tramvaje do roku 1952. V parku po pravé straně se nachází smyčka Dvorce, vybudovaná spolu s přeložkou.

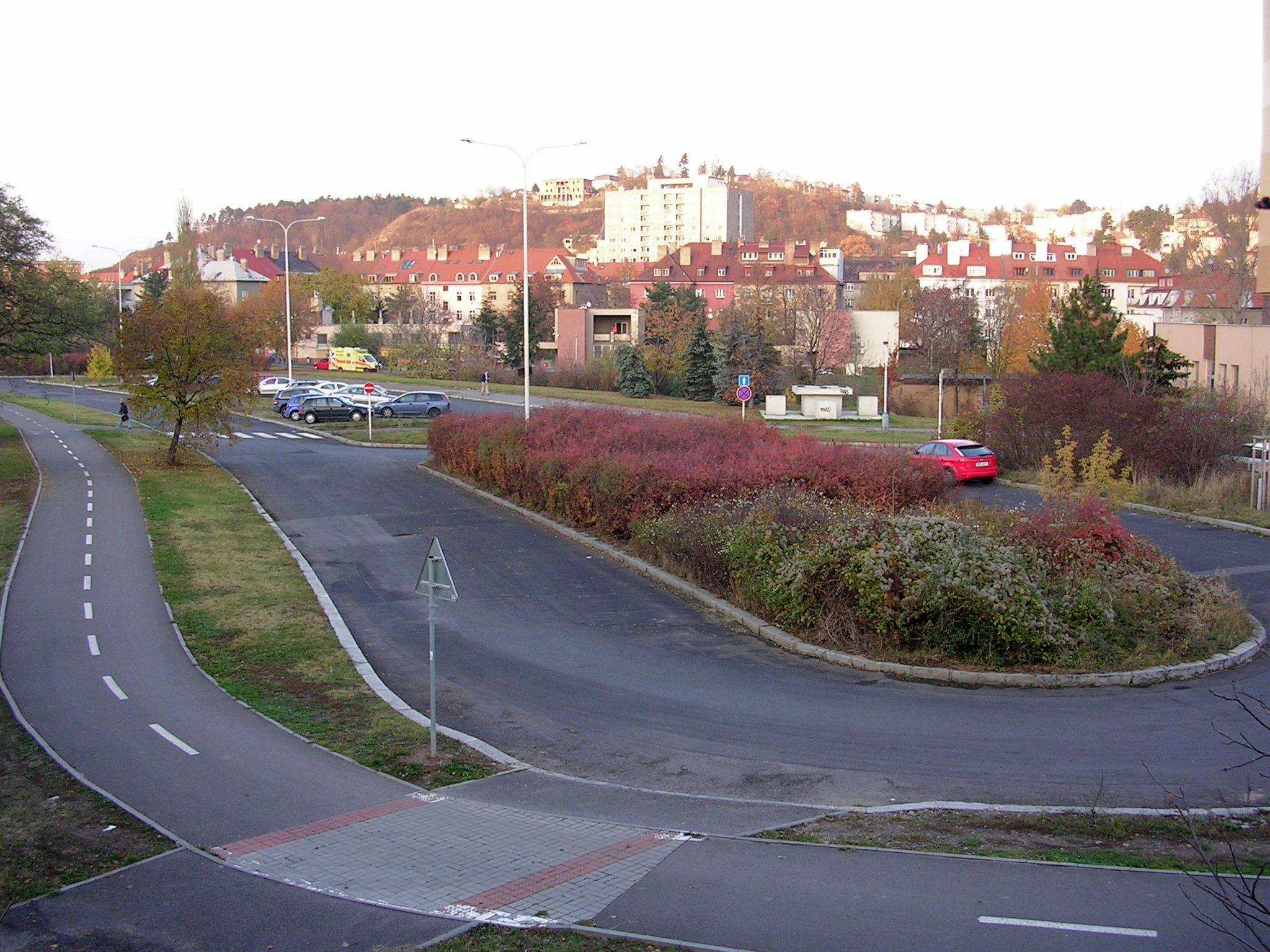
Ulici Na Mlejnku opustila tramvaj 20. října 1986. Dnes je zde obslužná komunikace s parkovišti a cyklostezkou.

Koněspřežná tramvaj jezdila po jednokolejné trati přes Palackého náměstí od Myslíkovy a Náplavní ulice přes Palackého most od června 1883 a od 18. prosince 1900 byla elektrifikována.
Začátkem 20. století bylo vybudováno nábřeží při Podskalí (dnešní část Rašínova nábřeží od Palackého náměstí k vyšehradské skále). Otevřením vyšehradského tunelu v roce 1905 tak vzniklo nové pobřežní silniční a pěší propojení Nového Města s Podolím. 31. července 1910 byla otevřena nová tramvajová trať z Palackého náměstí do Podolí (k témuž datu byla otevřena i nová nábřežní trať mezi Myslíkovou ulicí a Národním divadlem).
25. června 1922 byla tramvajová trať z Podolí prodloužena Podolskou ulicí do stanice Cementárna, do míst dnešního plaveckého stadionu. 15. srpna 1924 byla trať jednokolejně prodloužena dále do stanice Bráník a od 3. července 1925 byl tento úsek zdvojkolejněn. 6. ledna 1933 byla trať prodloužena do stanice Ledárny Bráník. 20. června 1927 byla nábřežní trať na Výtoni propojena dnešní Svobodovou ulicí s tehdejší tratí ve Vyšehradské ulici.
Od 21. května 1952 byl úsek od podolské cementárny ke Dvorcům přeložen na novou komunikaci (dnešní Modřanská). 15. června 1956 byla trať v úseku mezi podolskou vodárnou a cementárnou přeložena z Podolské ulice na Podolské nábřeží. Od 2. července 1959 byla trať prodloužena od Ledáren až do nového terminálu MHD Nádraží Braník.
Od 8. listopadu 1986 byla trať v souvislosti s výstavbou Barrandovského mostu a Jižní spojky přeložena z ulice Na Mlejnku na samostatné těleso úsek Přístaviště – Nádraží Braník.
Trať z Braníka do Modřan se objevila v návrhu Elektrických podniků na rozvoj tramvajové sítě již v roce 1936. V roce 1948 byla uvedena ve Výhledovém plánu dopravy na léta 1949–1958. V 60. letech byl záměr na čas opuštěn, roku 1978 však bylo na její výstavbu vydáno územní rozhodnutí s termínem dokončení 1983. V říjnu 1980 národní výbor města Prahy výstavbu posunul do let 1985–1990. V 80. letech se o připravované trati Nádraží Braník – Sídliště Modřany psalo jako o tramvajové rychlodráze. 27. června 1991 byla dokončena potřebná přeložka železniční tratě 210. Po všech odkladech a průtazích byla nakonec tramvajová trať do Modřan zprovozněna až 26. května 1995. Kvalita tratě byla velmi problematická a proto zkušební provoz, původně stanovený do 31. srpna 1996, byl dvakrát zhruba o rok prodloužen a na trati bylo vyznačeno množství úseků s omezenou rychlostí. Dodatečně byly v nestabilních obloucích kotveny pražce, rušeny bezstykové kolejnice a navařovány ojeté kolejnice, celá trať byla znovu strojně podbita a směrově vyrovnána. I po těchto úpravách posudek Českého vysokého učení technického konstatoval mnohá porušení technických norem z hlediska geometrické polohy, stability koleje, podmínek pro použití bezstykových kolejí, dilatačních zařízení a návrhové rychlosti. Při dvouměsíční výluce v roce 1999 byla celá trať opět rekonstruována a teprve poté byla považována za vyhovující.
V pátek 4. září 2009 byl přerušen provoz v úseku Braník – Modřany z důvodu havarijního stavu obloukového mostu poblíž nádraží Modřany. O konstrukční chybě (nevhodně zvolených ložiscích) a zhoršující se závadě mostu se vědělo již od roku 2003, avšak vzhledem k tomu, že trať nepatří Dopravnímu podniku hl. m. Prahy a. s., který ji má od města pouze propůjčenu, nemohl DP provést úpravu spočívající v konstrukčním vylepšení mostu jakožto zhodnocující investici, ač byl projekt již v roce 2007 připraven. Město naopak spoléhalo na to, že Dopravní podnik má povinnost údržby tratě.

## Náhradní lodní doprava

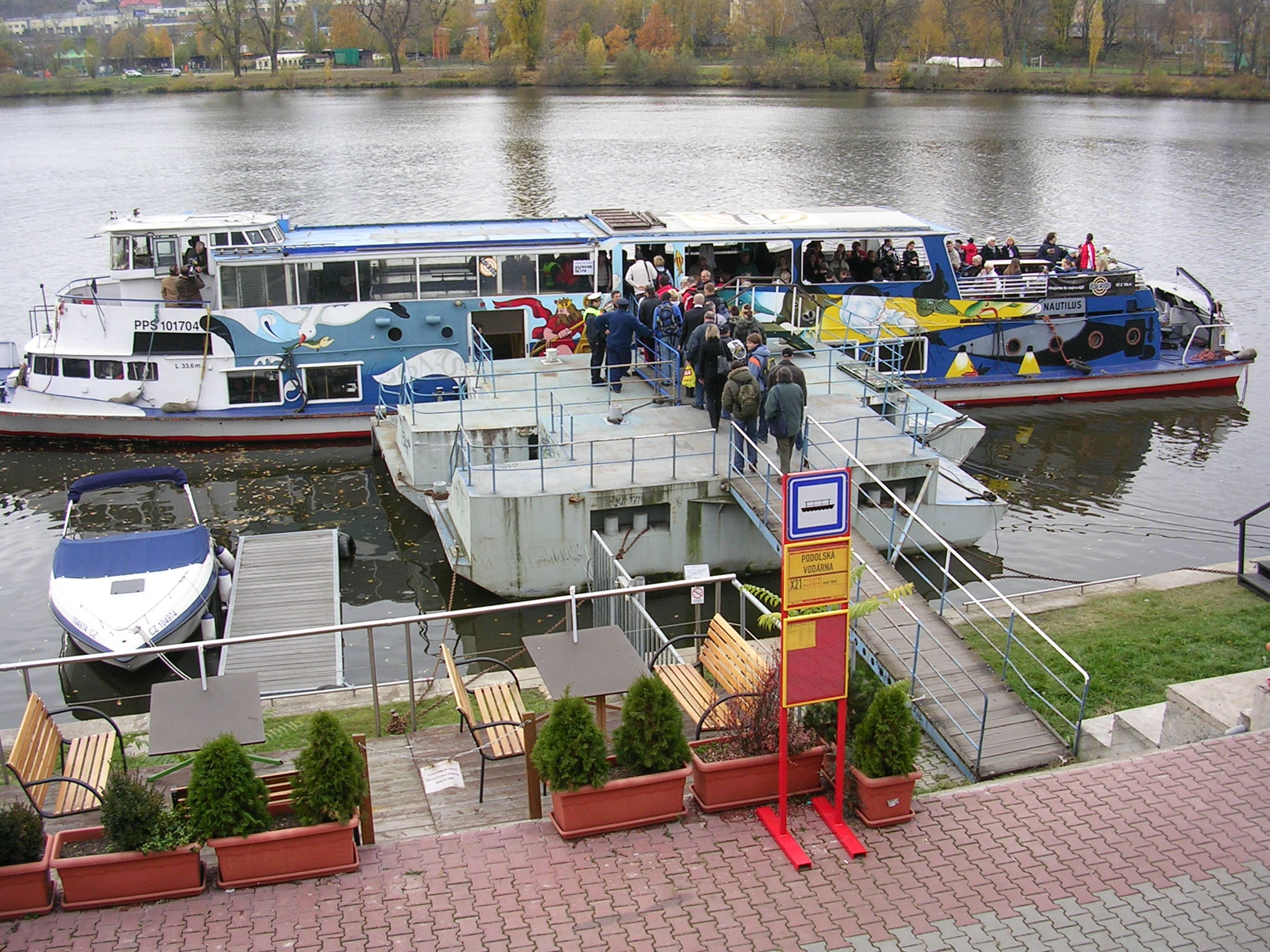
Náhradní lodní doprava X-21 v listopadu 2008

V roce 1975 a od března do července 1982 při výluce tramvaje v Praze pod vyšehradskou skálou skálou a ve Vyšehradském tunelu byla zajištěna v úseku Výtoň–Podolí bezplatná náhradní doprava loděmi Osobní lodní dopravy pražského Dopravního podniku, formálně v obou případech označena jako linka X-700. Další tramvajová výluka s náhradní lodní dopravou se konala v období od 3. do 30. listopadu 2008. Náhradní lodní linka Pražské paroplavební společnosti byla značena X21, jezdila od 6 do 22 hodin (nebyla-li hustá mlha), a to v intervalu 10–15 minut a platil na ní běžný tarif Pražské integrované dopravy (současně byly zavedeny i náhradní autobusové linky X17 a 728 spojující nábřeží se stanicemi linky metra C a prodloužen sezonní provoz přívozu P3). Dopravu zajišťují dvě motorové lodi, ve špičce tři (Odra, Visla a Danubio).

## Záměry navazujících tratí
V roce 1995 se předpokládalo, že bude bezprostředně navazovat výstavba prodloužení tratě až do Libuše. Proto také byly ve smyčce Levského už v původní podobě instalovány výhybky a křížení pro navazující trať. Výstavba však byla oddalována stejně jako výstavba linky metra D, na niž zde má tramvaj navazovat, přičemž se uvažuje i o dalších tramvajových tratích v sídlištní oblasti poblíž Nových Dvorů, Libuše a Lhotky. V roce 2019 se dostala do poslední fáze příprava realizace prodloužení trati do místa budoucí stanice metra D Libuš. Dočasné ukončení trati zde je řešeno úvratí v úrovni stejnojmenné autobusové zastávky (dříve s názvem Pavlíkova). V roce 2019 zpracovávaná Územní studie sídliště a okolí budoucí stanice metra D Libuš pak počítá s prodloužením ukončeným blokovou smyčkou u budoucí stanice metra D Nové Dvory, případně s minimalistickou variantou ukončení blokovou smyčkou v místě stávající plynové stanice mezi ulicemi Pavlíkova, Smotlachova a Novodvorská.
V době zprovoznění modřanské části tratě v roce 1995 se psalo o plánované budoucí vozovně na pomezí Modřan a Komořan. Měla být napojena někde v oblouku mezi zastávkami Nádraží Modřany a Čechova Čtvrť. Důvodem k vybudování mělo být, že zdejší trať je značně vzdálená od všech existujících vozoven, což prodlužuje vyjížděcí a zatahovací trasy. Realizace však byla oddalována a po povodních v roce 2002 byl záměr zcela opuštěn, protože areál měl navíc ležet v záplavovém území, později se uvažovalo také o umístění v oblasti Libuše.
V roce 2019 dokončená Územní studie Komořany zavádí do územně-plánovacích dokumentů města plán na vybudování jižní větve trati napojující se na stávající trať mezi zastávkami Nádraží Modřany a Čechova čtvrť. Tato trať má procházet po okraji areálu bývalého Cukrovaru Modřany, přimykat se k nové kapacitní komunikaci tzv. Nové Komořanské (KOMOKO/KPMČ) a následně se napojovat na trasu stávající nevyužívané vlečky areálu bývalých Modřanských strojíren. Ve východní části areálu má být ukončena smyčkou intagrovanou do parkové plochy.
Další zvažovaná trať by do nábřežní tratě ústila v oblasti Dvorců. Po mnoho let se vyskytovala a dosud je oživována úvaha o zavedení tramvajové tratě Jeremenkovou ulicí v souvislosti s obnovením tramvajové sítě v oblasti Krče vyvolanou potřebou propojit Smíchov s Pankrácem a odlehčit tak přetížené trati Ječnou ulicí. 
Dalším vážně plánovaným záměrem, zahrnutým již do územního plánu, je výstavba mostu pro místní dopravu včetně tramvají mezi Zlíchovem (oblastí Lihovaru) a Dvorci, který by měl převzít lokální frekvenci z nedalekého Barrandovského mostu. V poslední době se uvažuje umístění východního předmostí mostu zhruba naproti Podolskému plaveckému stadionu. Proti oběma záměrům se ozývají protesty z řad obyvatel převážně vilové zástavby v okolí Jeremenkovy ulice, kteří se obávají stavebního ruchu i další koncentrace dopravy.

## Trasa a zastávky

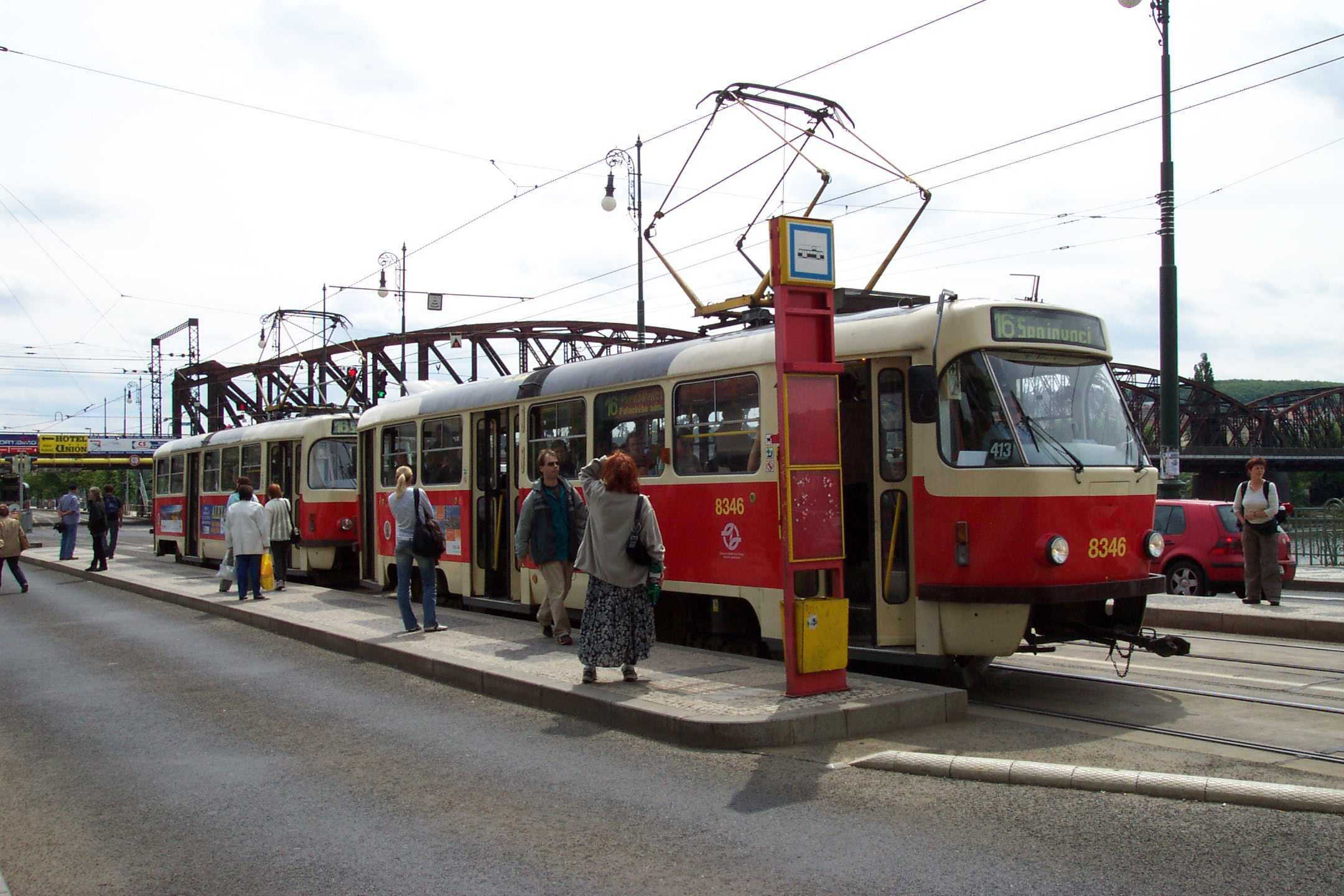
Zastávka Výtoň

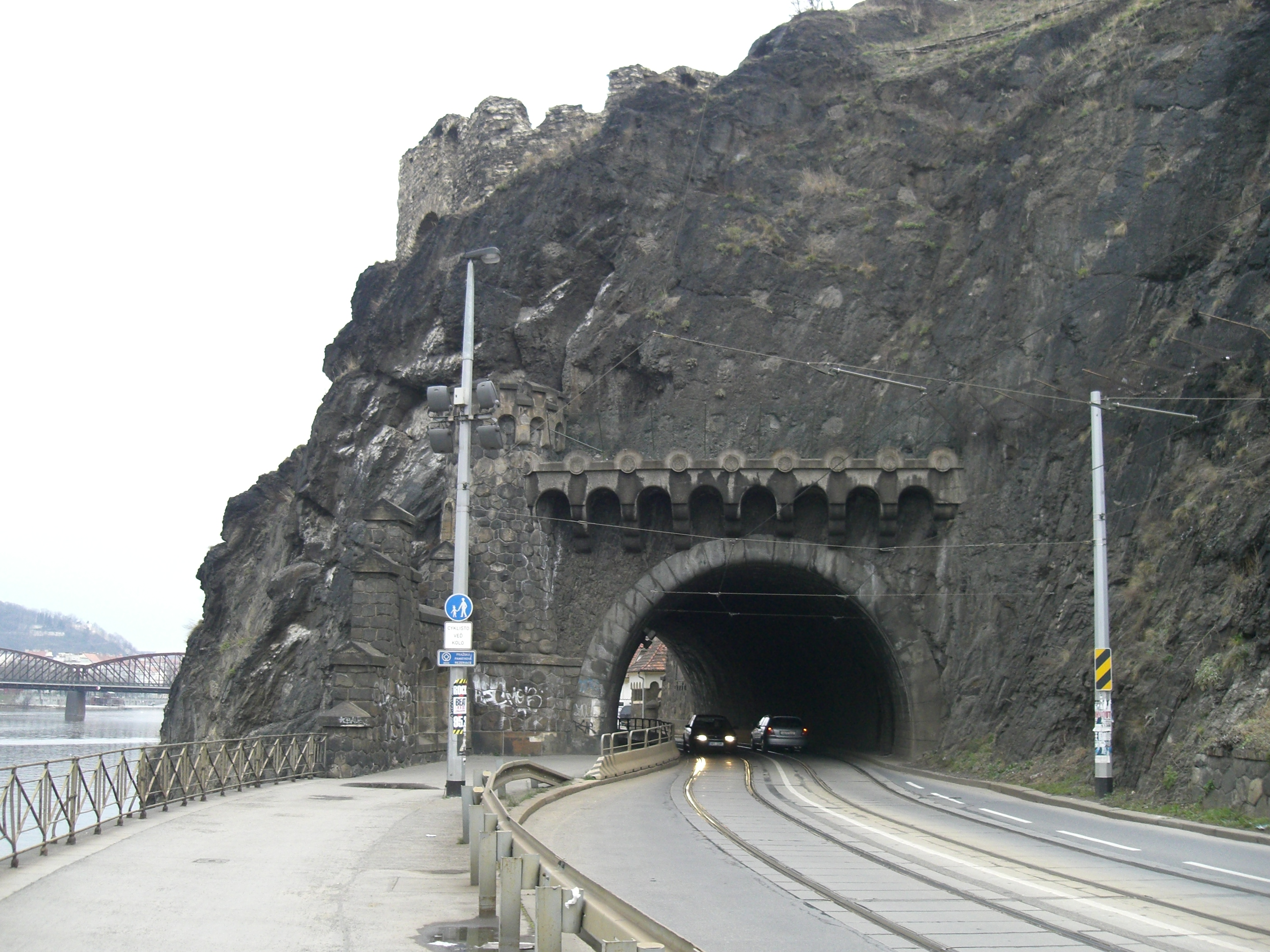
Vyšehradský tunel

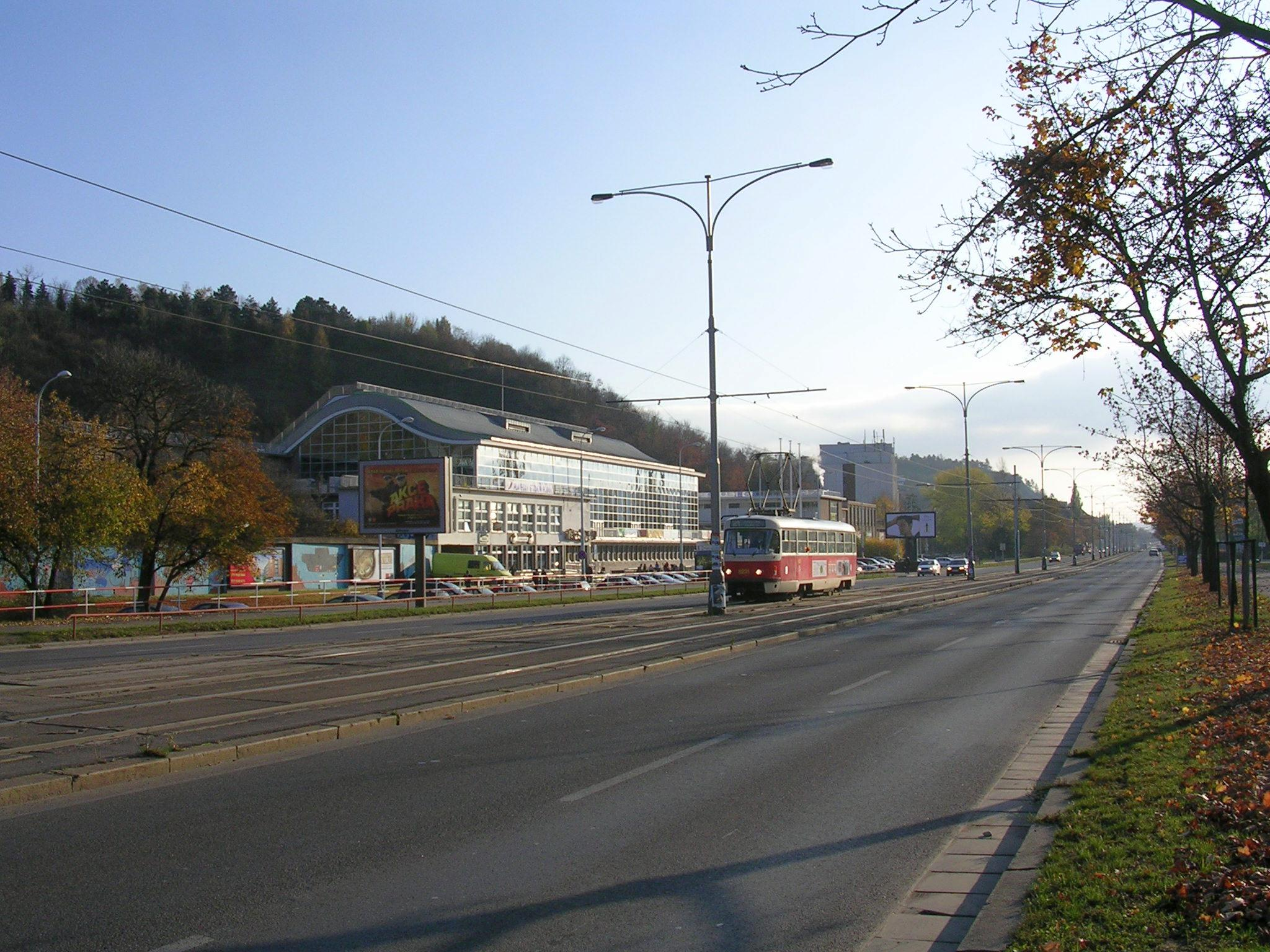
Plavecký stadion Podolí

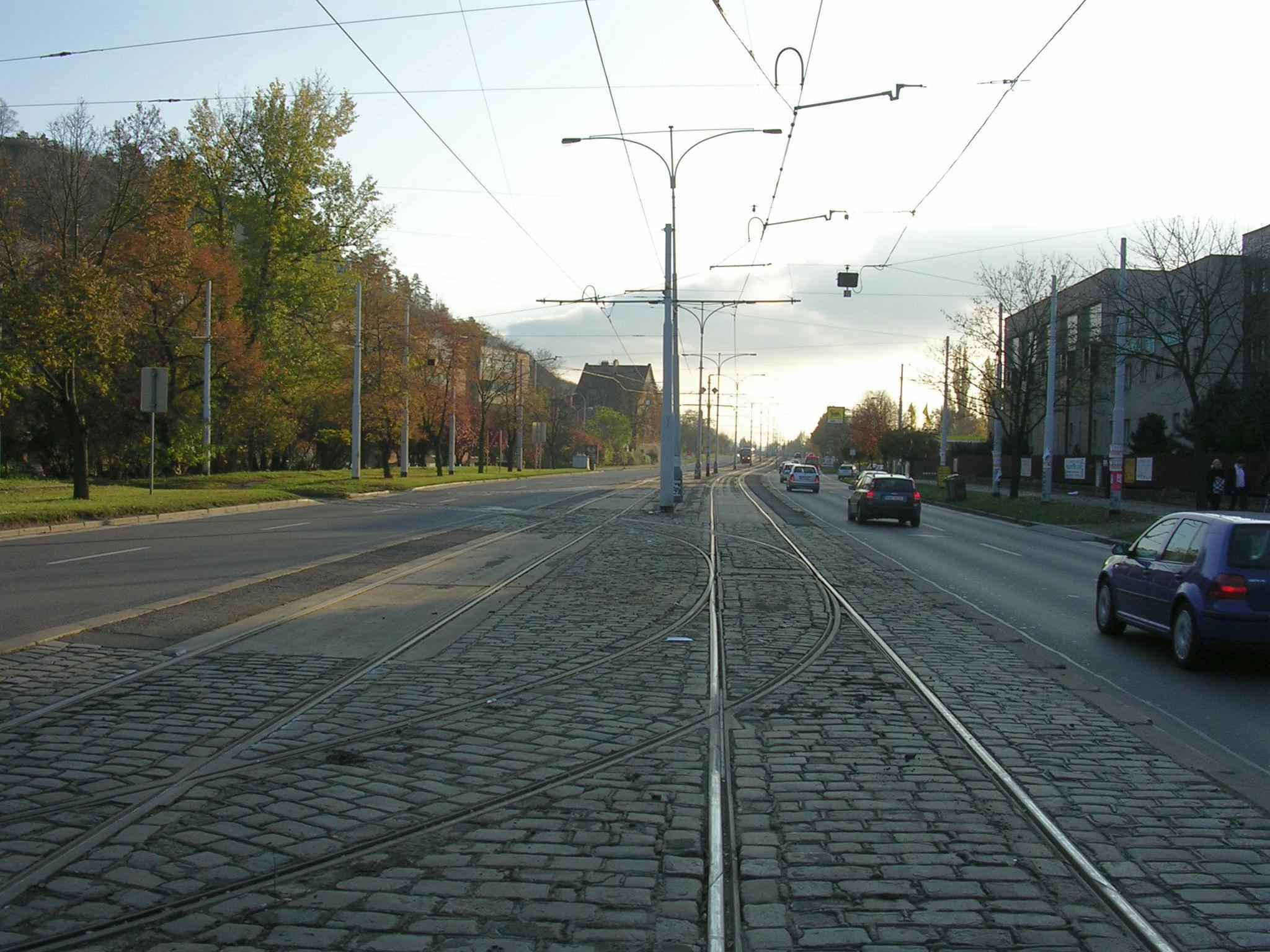
Trať v Modřanské ulici u smyčky Dvorce

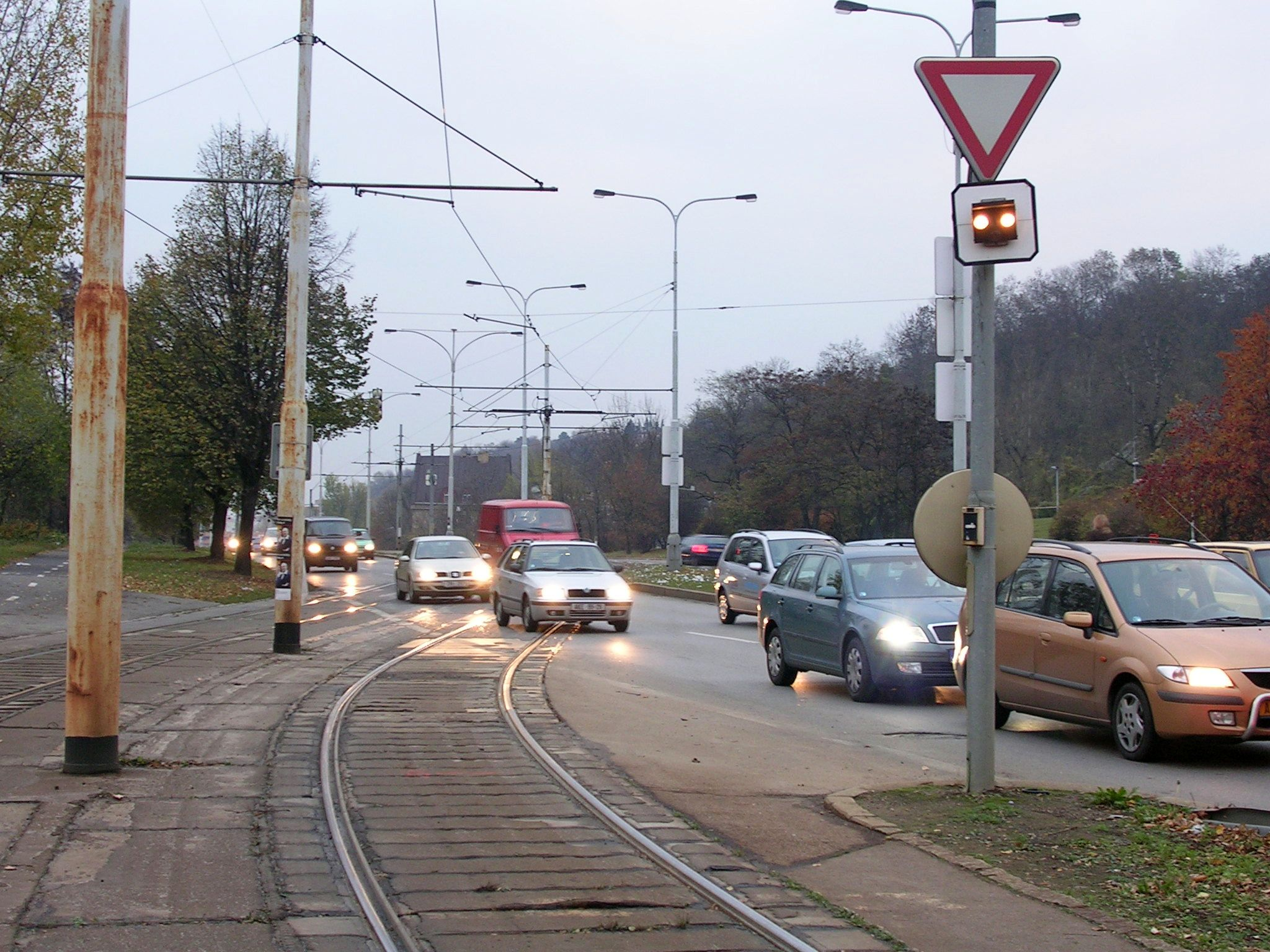
Výjezd ze samostatného drážního tělesa do středu Modřanské ulice u zastávky Přístaviště

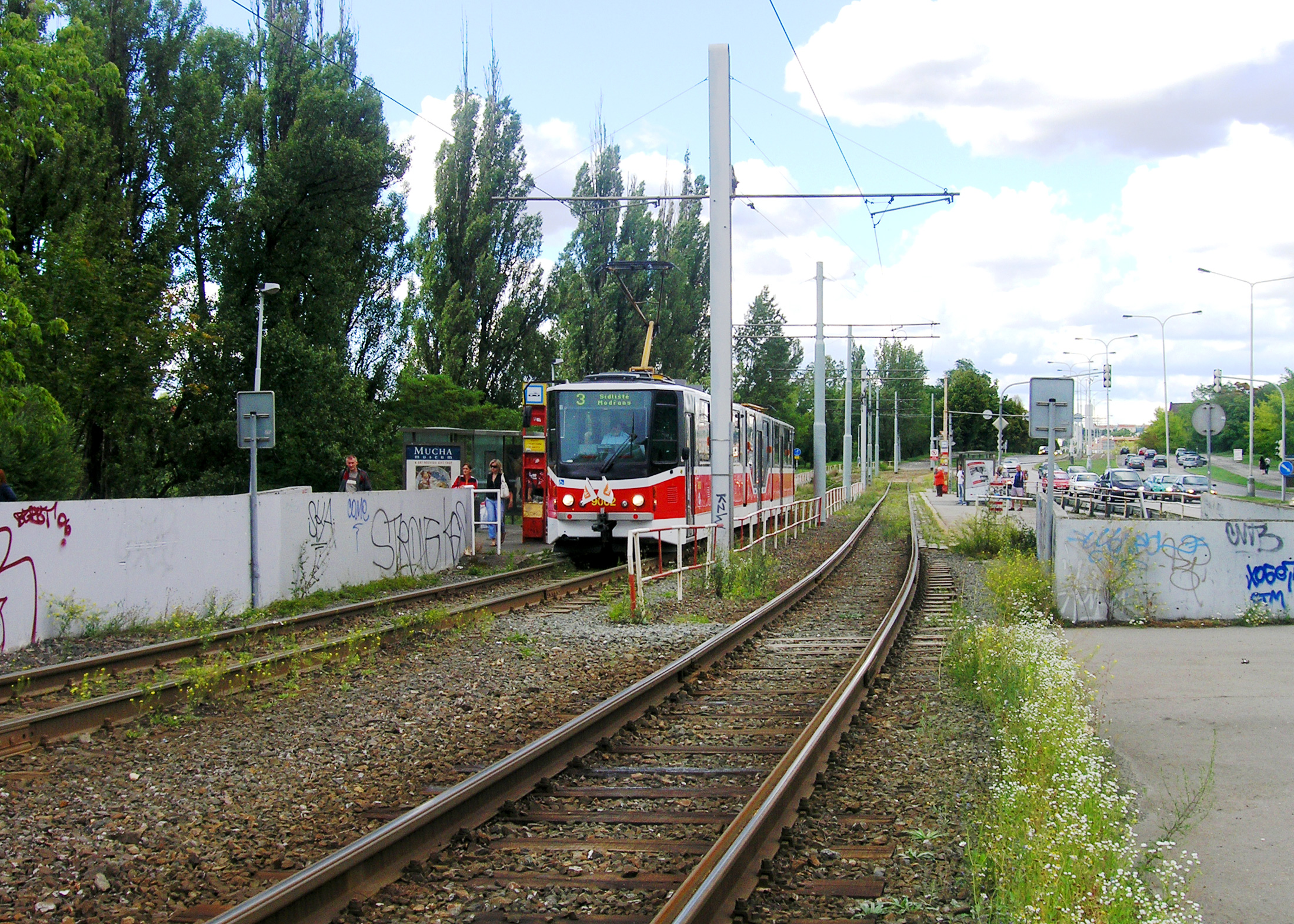
Zastávka Přístaviště

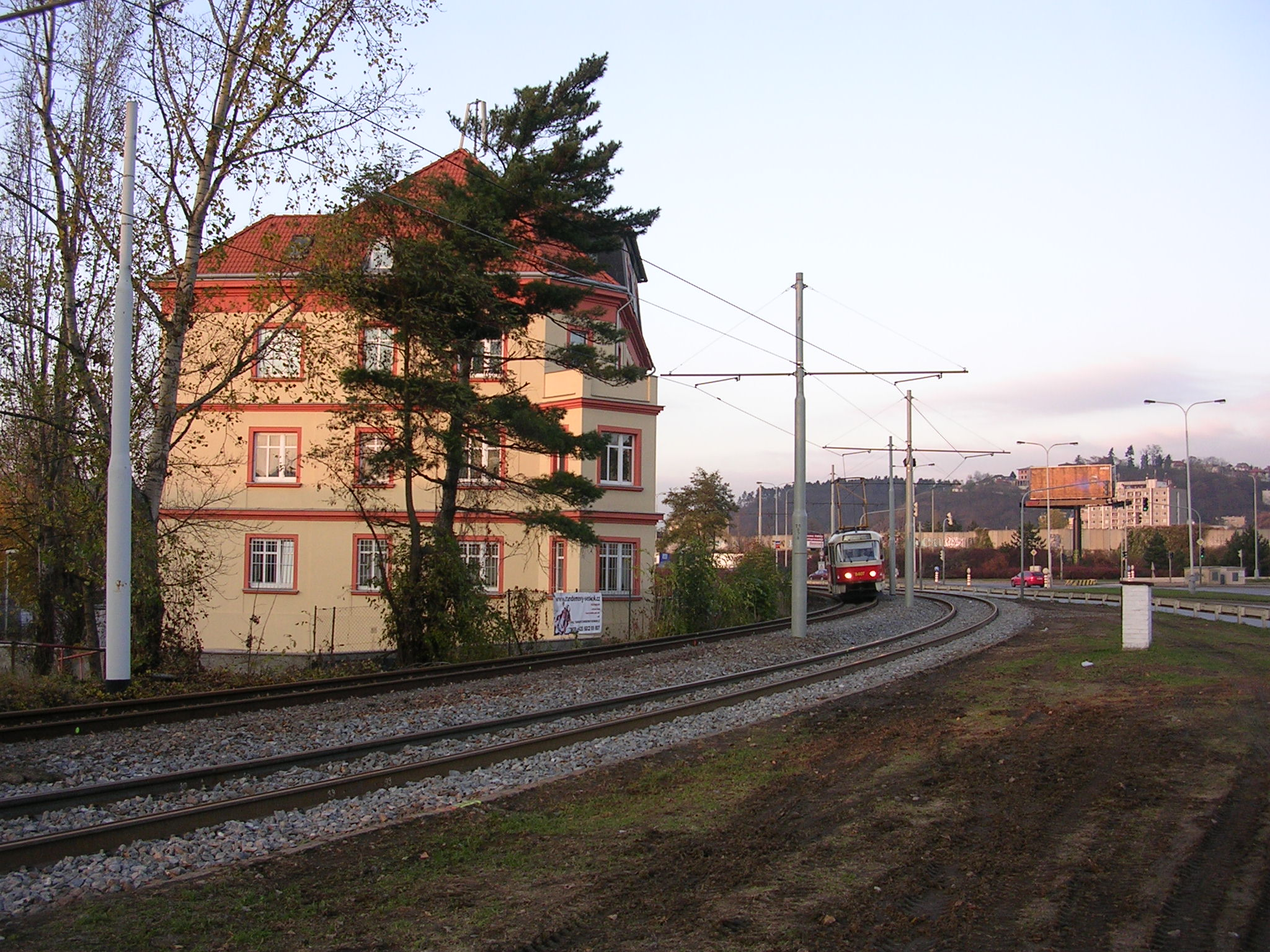
Trať poblíž Ledařské ulice, mezi zastávkami Pobřežní cesta a Nádraží Braník

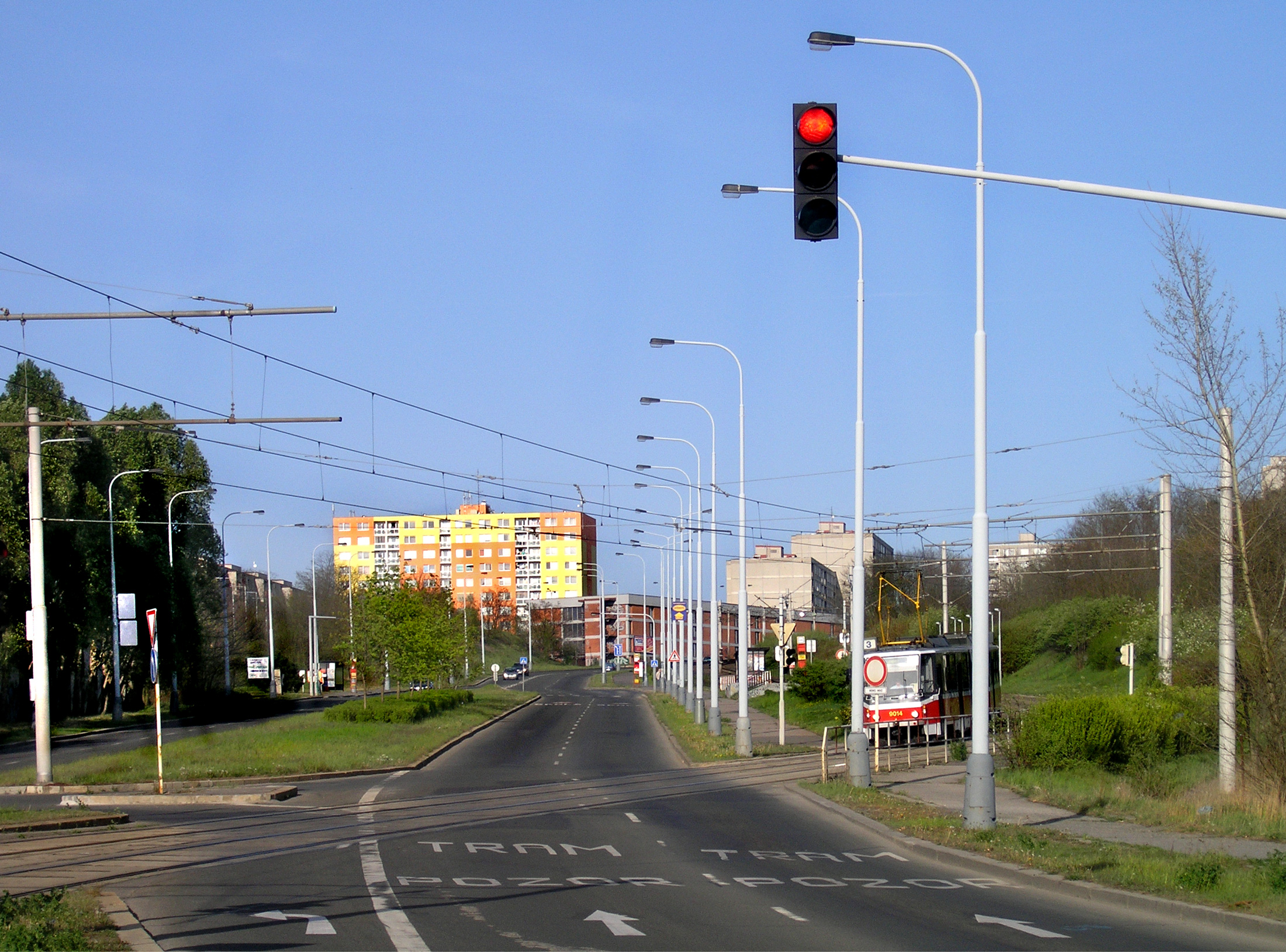
Odbočení z ulice Generála Šišky na souběžnou samostatnou trať (mezi zastávkami Poliklinika Modřany a U Libušského potoka)

Od Palackého náměstí k Vyšehradskému tunelu vede trať z většiny středem Rašínova nábřeží v úrovni vozovky, tedy jako nezvýšený tramvajový pás; v některých místech je od vozovky oddělen podélnými prahy. V úzkém Vyšehradském tunelu je automobilový provoz obousměrně sveden na koleje. Za zastávkou Podolská vodárna na Podolském nábřeží se tramvajový pás mění ve zvýšený. Těsně před zastávkou Přístaviště tramvajová trať odbočuje na samostatné drážní těleso, které vede v převážné části délky jako samostatná trať souběžně s ul. Modřanskou.
Úsek Nádraží Braník – Poliklinika Modřany je vybaven betonovou protihlukovou zídkou a všechny nevýznamné místní komunikace kříží mimoúrovňově. Za zastávkou Nádraží Modřany, v těsném sousedství stejnojmenné železniční stanice na trati 210, trať obloukovou estakádou překračuje Komořanskou ulici a dostává se mimoúrovňově do středu ulice Generála Šišky.
Závěrečný úsek trati, jehož projekt byl novějšího data, byl navržen mnohem levněji a tradičněji. Frekventovaná křižovatka Generála Šišky – Československého exilu je řešena klasicky úrovňově. Zastávky Čechova čtvrť a Poliklinika Modřany jsou umístěny ve zvýšeném tramvajovém pásu ve středu ulice a jsou přístupné podchody, pak trať úrovňovým křížením jednoho směru vozovky ulice Generála Šišky přechází opět na samostatnou trať, k níž je přístup ze sídliště zajištěn podchody pod souběžnou ulicí Generála Šišky. V úseku mezi zastávkami Modřanská rokle a Sídliště Modřany dosahuje stoupání až 69,9 ‰.
Úseky vedené jako tramvajový pás pozemní komunikace jsou klasické pražcové konstrukce, s živičným krytem (úsek Palackého náměstí – Podolská vodárna). Úseky samostatného drážního tělesa na Podolském nábřeží (Podolská vodárna – Přístaviště) i úseky v ulici Generála Šišky (konec estakády před zastávkou Čechova čtvrť – Levského) jsou klasické pražcové konstrukce ve štěrkovém loži, ve většině délky bez krytu svršku (tedy jako otevřené těleso), se žlábkovými kolejnicemi. Nebyly zveřejněny žádné záměry na zatravnění nebo podobnou úpravu trati. V úseku od nádraží Braník do Modřan bylo v Praze poprvé na tramvajové trati použito řetězovkové trolejové vedení.
Světelnými signalizačními zařízeními jsou vybaveny křižovatky Palackého náměstí, trojice křižovatek na Výtoni (Svobodova, Vnislavova, Libušina), křižovatka s ulicí U podolského sanatoria (signalizace preferuje tramvaje při vjezdu do Vyšehradského tunelu od Podolí), křižovatka Podolské nábřeží – Podolská, přechod pro chodce u zastávky Kublov, křižovatka Dvorecké náměstí, výjezd z Modřanské ulice na samostatnou trať u zastávky Přístaviště, křížení spojky do smyčky Nádraží Braník s Modřanskou ulicí a křižovatka u zastávky Poliklinika Modřany (Generála Šišky – Československého exilu). Signalizací není vybaven například výjezd ze smyčky Podolská vodárna a vjezd a výjezd ze smyčky Dvorce.
Významnější křížení samostatného drážního tělesa s pozemními komunikacemi jsou označeny pouze křižovatkovými dopravními značkami, případně i signalizací. Pěší přechody přes trať u zastávek na samostatném drážním tělese vesměs nejsou nijak vyznačeny, ale pouze je kolejový svršek upraven k přecházení.
- křižovatka Palackého náměstí (Rašínovo nábřeží, Palackého most, ulice Na Moráni): navazuje trať k Jiráskovu náměstí, odbočují tratě k Andělu a k Moráni
- Palackého náměstí, zastávky v obou směrech na Rašínově nábřeží
- nábřeží bývala zastávka Trojická ulice (např. 1929, 1938 – v roce 1948 již není uváděna)
- Výtoň, zastávky v obou směrech na Rašínově nábřeží (v roce 1929 a 1938 nesla zastávka název Rašínovo nábřeží, v roce 1948 již měla dnešní název)
- křižovatka Výtoň, odbočení trati do Svobodovy ulice
- podjezd pod Železničním mostem
- křižovatka Rašínovo nábřeží – Vnislavova
- křižovatka Rašínovo nábřeží – Libušina
- Vyšehradský tunel (před tunelem Rašínovo nábřeží, za tunelem navazuje Podolské nábřeží)
- na nábřeží bývala zastávka Pražské sanatorium (např. 1929, 1938), v roce 1948 Sanatorium
- Podolská vodárna, zastávka ve směru do centra na Podolském nábřeží (od počátku provozu až do 90. let nesla zastávka název Podolí)
- křižovatka Podolské nábřeží – Podolská, vjezd do blokové smyčky Podolská vodárna. Až do roku 1956 pokračovala trať Podolskou ulicí, tedy vjezdovou částí dnešní smyčky.
- Podolská vodárna, zastávka ve směru z centra na Podolském nábřeží
- křižovatka Podolské nábřeží – Vodárenská, výjezd z blokové smyčky Podolská vodárna
- Kublov, zastávky v obou směrech na Podolském nábřeží, světelně řízený přechod
- průjezd kolem plaveckého stadionu Podolí; v těchto místech končila přeložka z roku 1956 a začínala přeložka z roku 1952 – původně vedly oba úseky Podolskou ulicí; ve dvacátých letech tu bývala zastávka Cementárna, již na konci 30. let však byla nahrazena sousedními zastávkami Kublov a Dvorecká ulice
- Dvorce, zastávky v obou směrech na Podolském nábřeží (před 2. světovou válkou Dvorecká ulice)
- křižovatka Podolské nábřeží – Dvorecké náměstí (prodloužení Jeremenkovy) – Modřanská (zde končí Podolské nábřeží a začíná Modřanská ulice), navrhované vyústění trati z nového mostu, případně i z Jeremenkovy ulice
- vjezd do smyčky Dvorce
- výjezd ze smyčky Dvorce
- zaslepené vyústění Podolské ulice, konec přeložky z roku 1952; v těchto místech trať překračuje hranici Podolí a Braníka; v těchto místech (před dosud stojící hospodou U Šimků) bývala smyčka a zastávka Bráník (později Braník a pak Lomy)
- výjezd ze středu Modřanské ulice na souběžné samostatné drážní těleso; začátek přeložky z roku 1986
- Přístaviště, zastávky v obou směrech
- podjezd pod Barrandovským mostem (před přeložením tratí bývala v této úrovni zastávka Přívoz, předtím Přívozní ulice)
- Pobřežní cesta, zastávky v obou směrech (cca do konce 90. let měla zastávka název Modřanská)
- odbočka do smyčky Nádraží Braník
- nadjezd (Údolní – U kempinku)
- Nádraží Braník, zastávky v obou směrech na vyvýšeném tělese dráhy
- podjezd pod Branickým mostem
- podjezd pod mostem železniční trati 210
- nadjezd (V mokřinách, V náklích)
- Černý kůň, zastávky v obou směrech na vyvýšeném tělese dráhy; jsou jedinými tramvajovými zastávkami v Hodkovičkách, zbytek trati je v Modřanech
- nadjezd (Československého exilu – Mezi vodami)
- nadjezd (Pod Belárií – Mezi vodami)
- Belárie, zastávky v obou směrech na vyvýšeném tělese dráhy
- nadjezd (Chuchelská – K jezu)
- Modřanská škola, zastávky v obou směrech na vyvýšeném tělese dráhy
- nadjezd (bezejmenná spojka k areálu Elektropřístroj)
- začátek souběhu s železniční tratí 210
- nadjezd (bezejmenná spojka k pěší a cyklistické stezce Vltavanů)
- Nádraží Modřany, zastávky v obou směrech na tělese dráhy, v těsném sousedství je železniční zastávka Praha-Modřany zastávka trati 210
- nadjezd (bezejmenná spojka pro přístup k zastávkám a k pěší a cyklistické stezce Vltavanů)
- konec souběhu s železniční tratí 210, oblouková estakáda překračující Komořanskou ulici a vyústění tramvajové trati do středu ulice Generála Šišky
- Čechova čtvrť, zastávky v obou směrech ve středovém zvýšeném tramvajovém pásu ulice Generála Šišky
- úrovňová křižovatka Generála Šišky – Československého exilu
- Poliklinika Modřany, zastávky v obou směrech ve středovém zvýšeném tramvajovém pásu ulice Generála Šišky
- výjezd ze středu ulice Generála Šišky na souběžné samostatné drážní těleso
- U Libušského potoka, zastávky v obou směrech
- Modřanská rokle, zastávky v obou směrech
- Sídliště Modřany, zastávky v obou směrech, ve směru z centra je zastávka výstupní; původní název byl Nad Roklí, na nynější název přejmenována od 1. ledna 2000
- Levského, pouze nástupní zastávka v odjezdové části smyčky, původní název byl Sídliště Modřany, na nynější název přejmenována od 1. ledna 2000
- smyčka Levského; smyčka měla od počátku zárodek kolejového napojení na dlouhodobě připravovaný navazující úsek do Libuše

Na původní trati v Podolské ulici byly v roce 1929 zastávky:
- Podolí (v místech ohybu Podolské ulice a její křižovatky s dnešní Sinkulovou)
- Schwarzenbergova ulice
- Cementárna
- Bráník

V roce 1938 byly na původní trati v Podolské ulici a dále zastávky:
- Podolí
- Pod Klaudiánkou (v roce 1948 Klaudiánka)
- Kublov
- Dvorecká ulice (v roce 1948 Dvorce)
- Braník (v roce 1948 Lomy)
- Přístaviště
- Přívozní ulice (v roce 1948 Přívoz)
- Modřanská ulice (v roce 1948 Modřanská)
- Ledárny

## Napojení

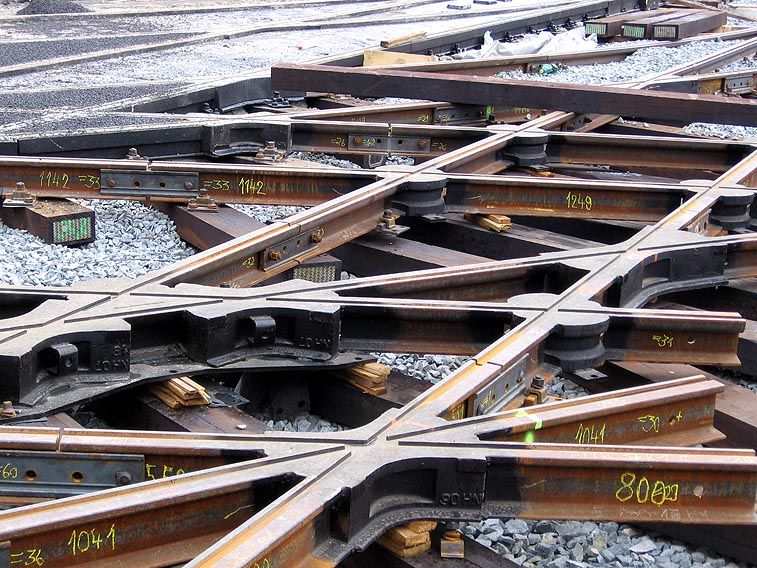
Přestavba křižovatky Palackého náměstí

Palackého náměstí: koněspřežná tramvaj jezdila přes Palackého náměstí od Myslíkovy a Náplavní ulice přes Palackého most od června 1883; v oblouku u náměstí byla trať jednokolejná. Od 8. září 1898 vedla na náměstí též elektrická trať z ulice Na Moráni, která však na trať koňky nebyla napojena – 6. ledna 1900 byl na této spojce sice zastaven pravidelný provoz, ale přesto byla 18. prosince 1900 propojena (pouze ve směru na most) s dosavadní tratí koňky, která byla k témuž datu elektrizována. V roce 1909 však bylo schváleno zrušení této spojky. Od 31. července 1910 byla v křižovatce napojena nová trať, do Podolí. Od 29. července 1968 na Palackého náměstí vyústila nová propojovací trať z Karlova náměstí ulicí Na Moráni, tentokrát již dvojkolejná. Kolejová křižovatka má od roku 1985 nepravidelné směrové poměry, protože trať na Palackého mostě směrově nenavazuje na trať z ulice Na Moráni, která byla kvůli výstavbě metra přeložena k okraji náměstí; současně byly v roce 1985 zrušeny oblouky z mostu k Jiráskovu náměstí. Při rekonstrukci v červenci až říjnu 2007 přibyly nové oblouky ve směru od Zborovské k Jiráskovu náměstí a oblouky od Palackého náměstí k Jiráskovu náměstí, ty však mají malý poloměr a pro běžný provoz nejsou určeny, využívány jsou pouze při výlukach, odklonech či otáčení velmi zpožděných tramvajových vlaků takzvaně „do času“.
Výtoň: 20. června 1927 zde byla nábřežní trať propojena dnešní Svobodovou ulicí s tehdejší tratí ve Vyšehradské ulici. Trojúhelník na Výtoni je obloukově propojen ve všech směrech. Od 25. června 1931 byla trať dolním úsekem Vyšehradské ulice končící u vyšehradské radnice zrušena a nahrazena novou tratí v ulici Na Slupi; celý úsek v dnešní Svobodově ulici tak získal charakter spojky mezi nábřežní tratí a tratí do Nuselského údolí. V roce 2004 byla křižovatka Výtoň kompletně zrekonstruována. Oblouky od Podolí k Albertovu používají vyjíždějící a zatahující vlaky vozovny Pankrác – ty zastavují v občasných zastávkách Výtoň ve Svobodově ulici.

## Obratiště

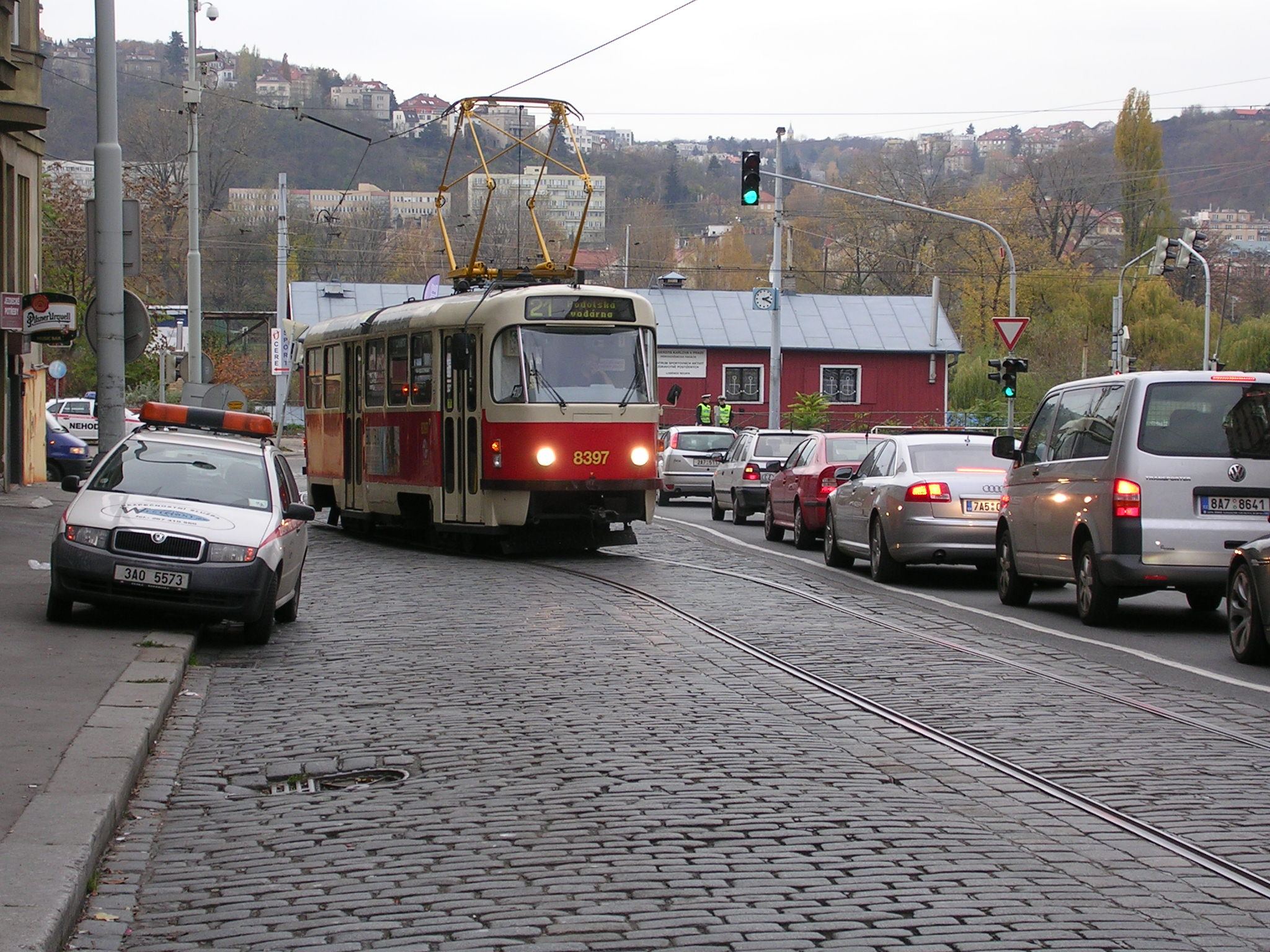
Tramvaj Podolskou ulicí vjíždí do smyčky Podolská vodárna.

Podolská vodárna: při přeložení trati z Podolské ulice na Podolské nábřeží od 15. června 1956 byla pro obracení tramvají vytvořena kusá kolej z Podolského nábřeží do Vodárenské ulice, která sloužila jako vratný trojúhelník. Od 29. listopadu 1957 vznikla bloková smyčka s využitím původního úseku tratě v Podolské ulici a jejího propojení na kusou kolej ve Vodárenské ulici. Smyčka je v celém úseku jednokolejná, tedy jednosměrná a bez předjízdné koleje. Vjezd do smyčky v křižovatce Podolské nábřeží – Podolské je možný z obou směrů hlavní trati. Kolej v Podolské ulici vede nejprve krátký úsek při pravém okraji ulice a pak se esíčkem přemisťuje do středu ulice. Na křižovatce se Sinkulovou ulicí odbočuje kolej vpravo, stejně jako Podolská ulice. Na další křižovatce odbočuje kolej opět vpravo, vede při levém okraji Vodárenské ulice. Z Vodárenské ulice je možné odbočit do obou směrů hlavní tratě. Objezdem téhož bloku je ukončena i autobusová linka od Pankráce (134), která má výstupní a manipulační zastávku ve Vodáranské ulici a nástupní zastávku v té části Podolské ulice, na niž navazuje Sinkulova. V pravidelném provozu není na smyčce Podolská vodárna ukončena žádná linka a obvykle nebývá smyčka využívána ani k otáčení zpožděných tramvají, protože zaparkované automobily často zasahují do průjezdního profilu tramvají. Jen v průběhu roku 2017 byla smyčka dlouhodobě využívána jako konečná linky 18 z důvodu rekonstrukce trati v nuselském údolí. Občasná výstupní zastávka tramvají je trvale vyznačena v nástupní zastávce autobusů a občasná nástupní zastávka tramvají je trvale vyznačena v manipulační zastávce autobusů; při plánovaných výlukách ale téměř vždy bývají zastávky dočasně vyznačeny v posunutých polohách.

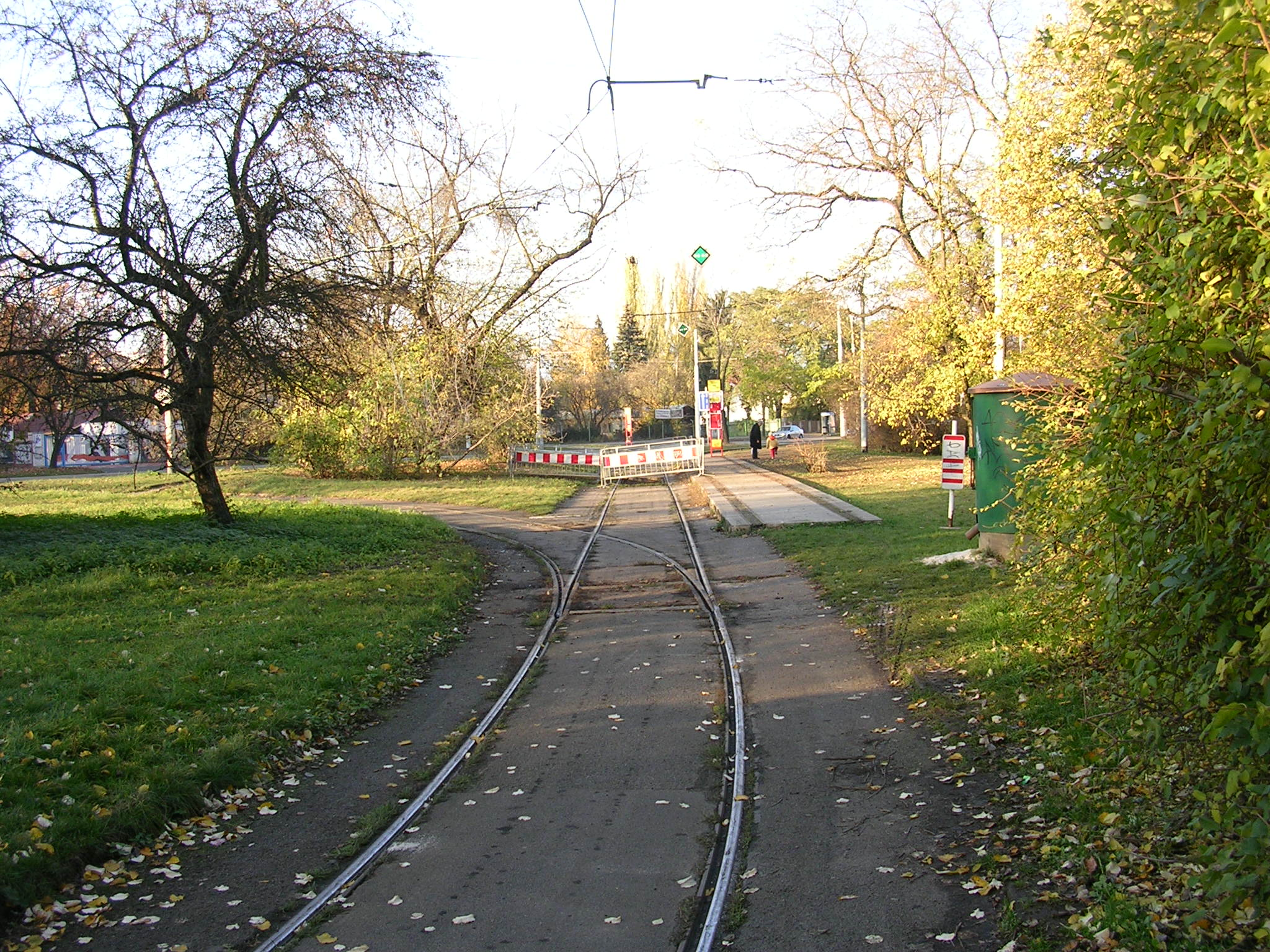
Výjezdová část smyčky Dvorce s ohrazenou montážní jámou

Dvorce: smyčka v parku mezi Dvoreckým náměstím a Modřanskou a Podolskou ulicí, východně od dnešní trati, byla uvedena do provozu 21. května 1952 současně s přeložkou tratě z Podolské ulice do Modřanské. Je jednokolejná a je napojena do obou směrů hlavní tratě (oblouky do Braníka a z Braníka byly dostavěny dodatečně a zprovozněny od 29. května 1968). Smyčka je v přímém výjezdovém úseku směrem do Podolí vybavena montážní jámou, která bývá využívána k opravám tramvají v době odříznutí trati od zbytku tramvajové sítě a od vozoven – v běžném stavu je jáma zakryta plechovými deskami. Původně nebyla ve smyčce ani v těsné blízkosti smyčky žádná zastávka, dodatečně bylo vytvořeno nástupiště z vyřazených panelů BKV na přímém kolejovém úseku, který propojuje smyčku z tratí do centra. Vjezd do smyčky ani výjezd není zajištěn SSZ. Při rekonstrukci v roce 2001 byly vyměněny vjezdové výhybky a nahrazeny elektromagneticky přestavovanými. Smyčka je klasické pražcové konstrukce, s živičným krytem, v prostoru výhybek a křížení zadlážděná. V roce 2020 proběhla další menší rekonstrukce a smyčka byla ve 3. čtvrtletí roku 2020 pravidelně využívána k manipulačnímu otáčení vyjíždějících či zatahujících vlaků Vozovny Pankrác, odstavených po dobu rekonstrukce trati Na Veselí ve smyčce Nádraží Braník. To samé platilo na jaře roku 2021, kdy proběhla zbylá část rekonstrukce ulice Táborská.
Cementárna: v oblasti dnešního plaveckého stadionu byla trať ukončena od 25. června 1922 až do prodloužení 15. srpna 1924. Smyčka zde nebyla.
Braník (lomy): tramvaje zde končily od 15. srpna 1924 na kolejovém přejezdu, smyčka byla zřízena až 14. května 1929 a zrušena s prodloužením tratě v roce 1933.
Ledárny: smyčka byla zřízena od 6. ledna 1933 byla zrušena 29. června 1959.
Nádraží Braník: smyčka byla zprovozněna od 2. července 1959 jako součást terminálu MHD Nádraží Braník. Ke dni 8. listopadu 1986 byla přeložena trať v úseku před smyčkou, v březnu 1995 došlo v oblasti větvení tratí k dalším úpravám polohy. Vlastní smyčka je trojkolejná, přímá nástupní část dvojkolejná s nástupišti pro každou kolej zvlášť, výstupní část byla původně také dvojkolejná, ale v rámci výstavby trati do Modřan byla 14. srpna 1989 jedna kolej zrušena. Před nástupními zastávkami je jeden z posledních křížových kolejových přejezdů v síti pražských tramvají. Na hlavní trať je smyčka od roku 1986 napojena spojkou, která úrovňově kříží Modřanskou ulici, přičemž křížení je zabezpečeno křižovatkovým světelným signalizačním zařízením a je vybaveno křižovatkovým vyznačením přednosti pro silniční vozidla. Původně bylo světelnou signalizací vybaveno i napojení na hlavní trať, ale dnes je zde upravena přednost jen silničními dopravními značkami. V říjnu 2017 byla na odbočce z hlavní trati do obratiště zřízena v pořadí čtvrtá rychlostní výhybka R04 (umožňuje rychlost do přímého směru max. 30 km/h, do odbočné větve max. 15 km/h; oproti standardním výhybkám umožňujícím maximální rychlost 15 km/h do všech směrů), která je ve směru z centra (od zastávky Pobřežní cesta směr nádraží Braník) zabezpečena pražcovým návěstidlem. Pražcové návěstidlo je použito i v opačném směru od zastávky Nádraží Braník na hlavní trati. Dopravní význam celého terminálu s prodloužením tramvajové tratě značně poklesl a vybavení je ve zchátralém stavu. V listopadu 2017 zde končila linka 2 a mimo dopravní špičku a o víkendech i linka 3.
Na podzim roku 2020 byla smyčka využívána pro odstavení 20 vlaků Vozovny Pankrác, která byla uzavřena z důvodu rekonstrukce trati Pražského povstání – Na Veselí – Vozovna Pankrác. Stejná situace nastala i na jaře roku 2021, kdy po dobu 3 měsíců probíhala rekonstrukce trati v Táborské ulici.

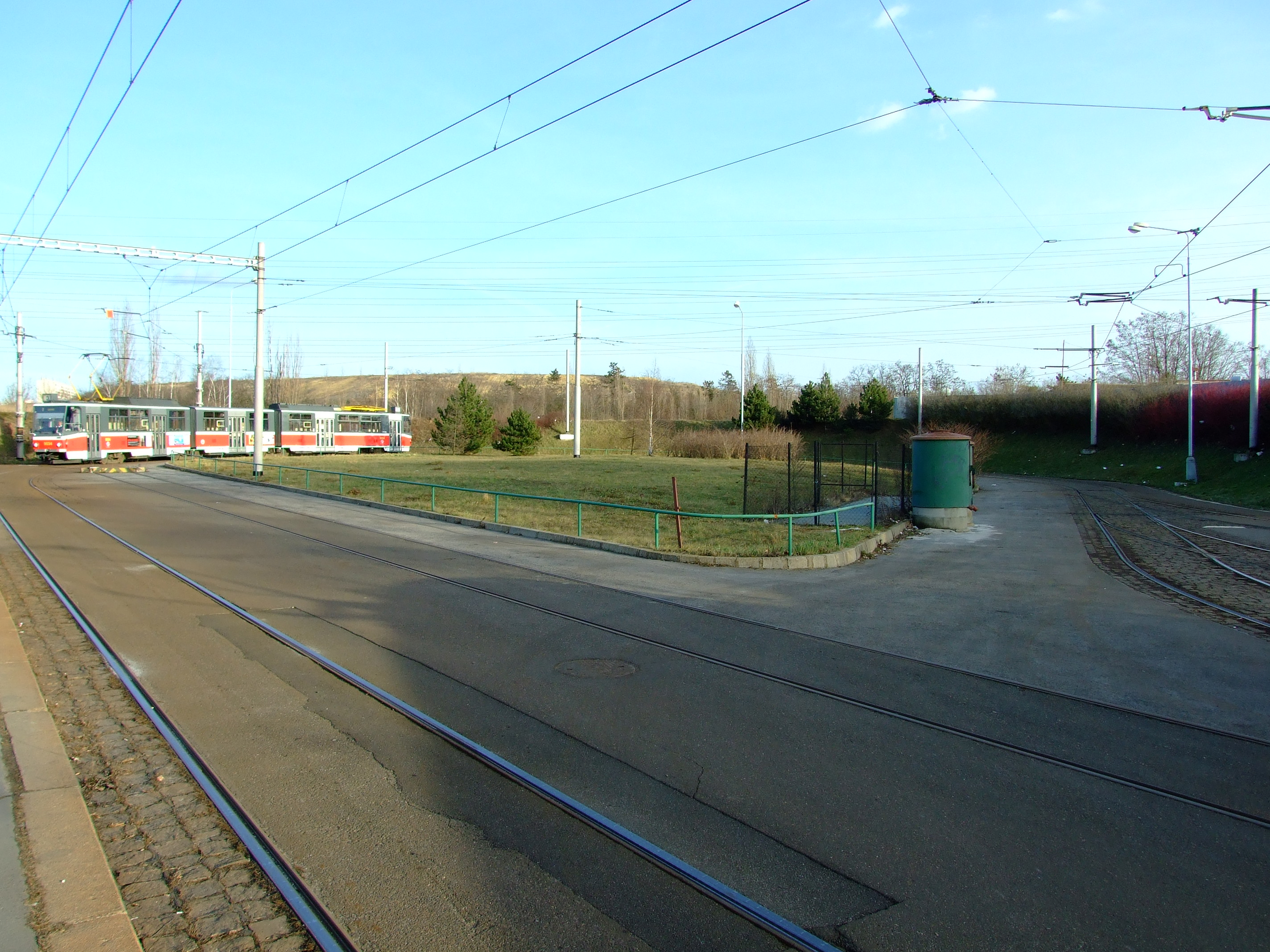
Smyčka Levského

Nádraží Modřany: za zastávkou byl původně (od roku 1995) umístěn kolejový přejezd, nebyl však nikdy využíván a v březnu 2001 byl odstraněn. V těchto místech byla původně trať připravena k vybudování odbočky směrem k plánované vozovně u Komořan, z plánů však sešlo a nakonec byl opuštěn i záměr zřídit v tomto místě alespoň kusou odstavnou kolej.
Levského: smyčka byla konstruována jako mezilehlá (s napojením pouze ve směru od Braníka), protože se počítalo s brzkým prodlužováním trati do Libuše. Proto byla vybudována již s výhybkami a kříženími naznačujícími další směr trati. Ve smyčce je pouze nástupní zastávka (která slouží i jako nácestná zastávka ve směru od Libuše), výstup ve směru z centra je již o zastávku dříve. Původně se zastávka ve smyčce jmenovala Sídliště Modřany a předchozí zastávka Nad Roklí. Kvůli tomu, aby čelní označení konečné zastávky na přijíždějících tramvajích mělo větší vypovídací hodnotu, byla zastávka Nad Roklí později přejmenována na Sídliště Modřany, zatímco dosavadní nástupní zastávka Sídliště Modřany byla přejmenována na Levského. Příjezdová kolej se rozděluje na tři koleje ještě před vlastní smyčkou, takže v úrovni zděného sociálního zařízení pro řidiče je trať čtyřkolejná (tři koleje pro příjezd a jedna pro odjezd). Levá příjezdová kolej však je součástí pokračující tratě do Libuše. Před začátkem samotné smyčky se levá kolej výhybkou větví na trať do Libuše a kolej odbočující doprava jako vnitřní kolej smyčky. Již v začátku smyčky se však tři koleje opět sbíhají do jedné, takže vlastní oblouk smyčky je již jen jednokolejný. Smyčka je klasické konstrukce s betonovými pražci, kryt je živičný, v místech výhybek a křížení z klasické kamenné dlažby. Kolem roku 1997 byla odstraněna sjezdová výhybka, na níž se kolej ze smyčky sbíhala s kolejí tratě od Libuše, v roce 1999 pak bylo odstraněno i kolejové křížení. K navrácení výhybky a kolejového křížení došlo až při stavbě trati na Libuš v roce 2022. V květnu 2023 zde standardně končí část spojů linky 17, ve špičkách pracovních dnů ještě linky 3 a 21.

## Doprava
K 15. červenci 1914 jezdila z Palackého náměstí do Podolí linka 7. V roce 1924 končila linka 13 v zastávce Podolí, Cementárna a linka 17 v zastávce Braník. V roce 1929 jezdily z Palackého náměstí až do konečné Braník linky 17 a 21; v úseku Palackého náměstí – Výtoň ještě linka 13, která pak pokračovala Nuselským údolím a do Michle. V lednu 1938 linka 17 končila ve stanici Braník a linka 21 pokračovala až do stanice Ledárny; od Palackého náměstí k Výtoni jezdila ještě linka 4. V roce 1948 jezdily linky 17 i 21 až do konečné Ledárny, linka 4 zůstala v oblasti Výtoně nezměněna. Toto linkové vedení zde zůstalo i po reorganizaci v březnu 1961, pouze byly linky 17 a 21 vedeny až do nové konečné Nádraží Braník. V roce 1975 již k nádraží Braník jezdily linky 17, 21, 28 a 30, přes Výtoň do Nuselského údolí jezdily linky 4, 27 a 32. V roce 1980 jezdily k nádraží Braník linky 3, 17 a 21 a přes Výtoň do Nuselského údolí linka 27, která byla později přečíslována na 7. Toto linkové vedení vydrželo v oblasti i v roce 1990 až do roku 1995.
Od 26. května 1995 jezdily do Modřan linky 3, 17 a 54; linka 16 končila mimo špičky pracovních dnů ve smyčce Nádraží Braník, ve špičkách jezdila až do Modřan; ve špičkách pracovních dnů končila u nádraží Braník linka 21. Od 4. června 1996 byla linka 16 ukončena celotýdenně u nádraží Braník a linka 21 byla prodloužena do Modřan. Od 9. listopadu 1998 byla linka 21 opět zkrácena k nádraží Braník a zároveň na ní byl zaveden jednovozový provoz, od 4. září 2000 byla znovu prodloužena do Modřan. Od 1. září 2001 linku 54 nahradila linka 52. Součástí velkých změn 1. září 2012 bylo i zrušení linky 21 a odklon linky 16 na Kotlářku, takže aktuálně na trati jezdí páteřní linky 17 na Sídliště Modřany a 3 s polovinou spojů do Modřan a polovinou na Nádraží Braník. Navíc jezdí v úseku Palackého náměstí – Výtoň linka 7.
Od 28. srpna 2016 jsou na trati provozovány linky: č. 7 v úseku Palackého náměstí – Výtoň, linka 2 na Nádraží Braník, linka 3 končící na branickém nádraží a ve špičkách pracovních dnů až na Sídlišti Modřany, linka 17 projíždějící trať v plné délce a od května 2023 polovina spojů až na Libuš, linka 21 (pouze ve špičkách pracovních dnů) taktéž v plné délce. Celým úsekem je provozována i noční linka 92 (před přečíslováním v květnu 2017 linka 52).